# イブン・アキール作戦
イブン・アキール作戦（イブン・アキールさくせん; ペルシア語: عملیات مسلم بن عقیل: ‘Amarīyāt-e Moslem ebn-e ‘Aqīr）は、イラン・イラク戦争中、北部戦線においてバグダードを目指すイラン軍の進撃路に当たるバーフタラーンの国境をめぐる戦いである。なお、作戦名はシーア派第3代イマーム・フサインの従兄弟ムスリム・イブン・アキールから取られた。

## 概要
イラン・イラク戦争開戦時、イラク軍は首都バグダードに脅威する、戦略的要衝イラク領マンダリ（バグダードまで北東約110kmの位置）を防御すべく、イラン・バーフタラーンにあるカスレ・シリンをめざし国境周辺部を占領した。イランはこれら高地の地点を奪回し、その上で平野部を見下ろす要地を確保すべく（あわよくば首都バグダードへ進撃すべく）作戦することとなった。

## イラン軍攻勢
1982年10月1日0050時、イラン軍は攻勢作戦を発起した。約13時間に及ぶ激戦の末、国境部の要衝イーラーム州にあるミヤンダン、ガジケ、コフネリグを占領した。マンダリ〜ナフト・カネンを砲撃できる態勢を整えた。

## イラク軍反撃
イラク側は国境から1〜2km占領されたことを認めたが、即日航空攻撃を実施、イラン軍集結地を爆撃し地上部隊を進撃させた。イラン軍は5次に渡る総攻撃を実施したが、10月6日には侵入したイラン軍を壊滅させたと発表、軽火器主体のイラン軍は一蹴された。

## その後
イランは当初の目的であった、失地の回復こそ成功したがバグダードへ脅威し、政治的圧力を与えること叶わず、バスラ正面の作戦も不調に終わりホメイニー師によるスローガンであったフセイン打倒とエルサレム進撃の夢は潰えた。